# Satō Naotake

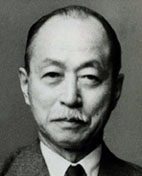
Satō Naotake während seiner Zeit als Oberhauspräsident 1949–53

Satō Naotake (jap. 佐藤 尚武; * 30. Oktober 1882 in der Präfektur Osaka, Kaiserreich Japan; † 18. Dezember 1971 in Japan) war ein japanischer Diplomat und Politiker.

## Leben
Satō schloss im Jahr 1904 die Höhere Handelsschule von Tokio (東京高等商業学校, Tōkyō Kōtō Shōgyō Gakkō), die heutige Hitotsubashi-Universität, ab. Ein Jahr später bestand er die Aufnahmeprüfung für den Diplomatischen Dienst und nahm eine Stelle im japanischen Außenministerium an. Nach der Verwendung als japanischer Generalkonsul in Mukden und als Chefsekretär bei der Aushandlung des Londoner Flottenvertrags diente er zwischen 1930 und 1933 als japanischer Botschafter in Belgien und Frankreich. Im März 1937 wurde er Außenminister im kurzlebigen Kabinett von Hayashi Senjūrō. Im nachfolgenden ersten Kabinett von Konoe Fumimaro und unter Tōjō Hideki diente er als außenpolitischer Berater. Im Jahr 1942 kam er dem Wunsch des damaligen Außenministers Tōgō Shigenori nach, wurde Botschafter Japans in der Sowjetunion und blieb dies bis zur sowjetischen Invasion der Mandschurei im August 1945. In dieser Zeit sollte er versuchen, auf Basis des Japanisch-Sowjetischen Neutralitätspakts die Kooperation zwischen beiden Staaten auszubauen und die Sowjetunion eventuell zur Unterstützung der japanischen Kriegsanstrengungen im Pazifikkrieg zu bewegen, was aufgrund der immer schlechteren Lage für Japan stetig abgewiesen wurde.
1947 wurde Satō für die Präfektur Aomori in das neue japanische Oberhaus, den Sangiin, gewählt und gehörte zur Ryokufūkai-Fraktion, 1953 und 1959 wurde er für zwei weitere Amtsperioden wiedergewählt. Von 1949 bis 1953 war er Präsident des Sangiin.

## Auszeichnungen
Er erhielt 1931 den Orden des Heiligen Schatzes, 1. Klasse, 1934 den Orden der Aufgehenden Sonne, 1. Klasse und postum die Sonderstufe Orden der Paulownienblüte. Zudem hatte er den zweiten folgenden Hofrang inne.